# Tricoma strandi
Tricoma strandi is een rondwormensoort uit de familie van de Desmoscolecidae. De wetenschappelijke naam van de soort is voor het eerst geldig gepubliceerd in 1939 door Allgén.